# Dichrocephala
 Dichrocephala  L'Her. ex DC., 1833 è un genere di piante angiosperme dicotiledoni della famiglia delle Asteraceae, sottofamiglia Asteroideae, tribù Astereae (Bellis lineage) e sottotribù Grangeinae.

## Etimologia
Il nome del genere deriva da due parole greche (dixrwoj-kefalh): "dichro" (due colori) e "kephalos" (testa).
Il nome scientifico del genere è stato definito dai botanici Charles Louis L'Héritier de Brutelle (1746-1800) e Augustin Pyramus de Candolle (1778-1841) nella pubblicazione " Archives de Botanique. Paris" (  Arch. Bot. (Paris) 2(6): 517) del 1833.

## Descrizione
Portamento. Le specie di questo genere hanno un habitus di tipo erbaceo annuale con superfici glabrescenti o pelose.
Fusto. La parte aerea varia da sbandata (prostrata) a eretta, semplice o ramosa. 
Foglie. Le foglie sono disposte in modo alternato; sono inoltre auricolate. La lamina con forme intere o lirate-pennatifide, i bordi sono grossolanamente dentati o crenati.
Infiorescenza. Le sinflorescenze, globose, sono composte da alcuni capolini, con forme da orbicolari a oblunghe, raccolti in sciolte formazioni panicolate o racemiformi. Le infiorescenze vere e proprie sono composte da un capolino terminale peduncolato di tipo disciforme. I capolini, piccoli, sono formati da un involucro, patelliforme (a forma di un piatto), composto da diverse brattee, al cui interno un ricettacolo fa da base ai fiori di due tipi: fiori del raggio e fiori del disco. Le brattee, non carenate, con forme da oblughe a ellittiche, margini membranosi/scariosi, apici da rotondi a ottusi e a consistenza erbacea, sono disposte in modo più o meno embricato su 1 - 3 serie. Il ricettacolo, alveolato e rigonfio, può essere sia nudo che con pagliette a protezione della base dei fiori; la forma varia da convessa a colonnare-ellissoide.
Fiori.  I fiori sono tetra-ciclici (formati cioè da 4 verticilli: calice – corolla – androceo – gineceo) e pentameri (calice e corolla formati da 5 elementi). Si distinguono in:
- fiori del raggio (esterni): sono femminili e sono disposti su più serie; la forma è ligulata (zigomorfa);
- fiori del disco (centrali): sono più numerosi con forme brevemente tubulose (attinomorfe); sono ermafroditi o funzionalmente maschili.

- Formula fiorale:

*/x K {\displaystyle \infty }, [C (5), A (5)], G 2 (infero), achenio
- Calice: i sepali del calice sono ridotti ad una coroncina di squame.

- Corolla:

- fiori del raggio: la forma della corolla alla base è brevemente tubulosa (il tubo è quasi assente), mentre all'apice le ligule, strettamente cilindriche, hanno 2 - 4 denti/lobi; il colore è giallo-bianco, grigiastro o porpora;
- fiori del disco: la forma è tubulare ruotata-campanulata e terminante in 4 - 5 brevi lobi da deltati a ampiamente triangolari, eretti o patenti; il colore è giallo o rosso.

- Androceo: l'androceo è formato da 5 stami sorretti da filamenti generalmente liberi; gli stami sono connati e formano un manicotto circondante lo stilo; le teche (produttrici del polline) alla base sono ottuse; le appendici apicali delle antere hanno delle forme piatte e lanceolate; il tessuto endoteciale (rivestimento interno dell'antera) è quasi sempre polarizzato (con due superfici distinte: una verso l'esterno e una verso l'interno). Il polline è sferico con un diametro medio di circa 25 micron;  è tricolporato (con tre aperture sia di tipo a fessura che tipo isodiametrica o poro) ed è echinato (con punte sporgenti).[12][15]

- Gineceo: l'ovario è infero uniloculare formato da 2 carpelli.[8] Lo stilo (il recettore del polline) è profondamente bifido (con due stigmi divergenti) e con le linee stigmatiche marginali separate.[16] I due bracci dello stilo hanno una forma lanceolata.

Frutti. I frutti sono degli acheni con pappo; in alcune specie è presente un certo dimorfismo (gli acheni dei fiori del raggio differiscono dagli acheni dei fiori del disco);
- achenio: gli acheni, con forme obovoidi-elicoidali compresse e con due nervature laterali, possono essere sia ghiandolosi che privi di ghiandole; la parete dell'achenio è formata da celle contenenti rafidi ma prive di fitomelanina; il carpoforo normalmente è anulare; le setole talvolta hanno delle punte a forma di ancora;
- pappo: il pappo è assente o formato da uno stretto anello o da poche brevi setole caduche.

## Biologia
Impollinazione: l'impollinazione avviene tramite insetti (impollinazione entomogama tramite farfalle diurne e notturne).

Riproduzione: la fecondazione avviene fondamentalmente tramite l'impollinazione dei fiori (vedi sopra).

Dispersione: i semi (gli acheni) cadendo a terra sono successivamente dispersi soprattutto da insetti tipo formiche (disseminazione mirmecoria). In questo tipo di piante avviene anche un altro tipo di dispersione: zoocoria. Infatti gli uncini delle brattee dell'involucro (se presenti) si agganciano ai peli degli animali di passaggio disperdendo così anche su lunghe distanze i semi della pianta. Inoltre per merito del pappo il vento può trasportare i semi anche a distanza di alcuni chilometri (disseminazione anemocora).

## Distribuzione e habitat
Le specie di questo genere sono distribuite in Africa (centrale e meridionale) e Asia (meridionale).

## Sistematica
La famiglia di appartenenza di questa voce (Asteraceae o Compositae, nomen conservandum) probabilmente originaria del Sud America, è la più numerosa del mondo vegetale, comprende oltre 23.000 specie distribuite su 1.535 generi, oppure 22.750 specie e 1.530 generi secondo altre fonti (una delle checklist più aggiornata elenca fino a 1.679 generi). La famiglia attualmente (2021) è divisa in 16 sottofamiglie; la sottofamiglia Asteroideae è una di queste e rappresenta l'evoluzione più recente di tutta la famiglia.

### Filogenesi
La tribù Astereae (una delle 21 tribù della sottofamiglia Asteroideae) comprende circa 40 sottotribù. In base alle ultime ricerche nella tribù sono stati individuati (provvisoriamente) 5 principali lignaggi:
- Basal grade: include alcuni generi isolati, il gruppo "South American-Oceania",  alcune sottotribù africane e il gruppo dei generi legnosi del Madagascar.
- Bellis lineage: comprende le sottotribù eurasiatiche e una sottotribù africana.
- Aster lineage: include i generi asiatici di Asterinae e i principali gruppi dell'Australia e dell'Oceania.
- Baccharis lineage: include alcuni gruppi sudamericani.
- North American lineage: include la vasta gamma di sottotribù del Nordamerica, Messico e alcuni gruppi distribuiti nel Sudamerica.

Il genere  Dichrocephala (insieme alla sottotribù Grangeinae) è incluso nel lignaggio "Bellis lineage" relativo agli areali dell'Africa, Madagascar e Asia sud-est. La sottotribù Grangeinae è divisa in tre gruppi: un gruppo eterogeneo, uno denominato "Psiadia group" e alcuni taxa Incertae sedis. Il genere di questa voce è incluso nel primo gruppo.
I caratteri distintivi del genere sono:
- le foglie sono più o meno divise;
- i fiori sono tutti tubulosi;
- il pappo ha un anello papilloso, oppure 1 o 2 setole fuse alla base, oppure è mancante.

### Elenco delle specie
Questo genere ha 4 specie:
- Dichrocephala benthamii C.B.Clarke
- Dichrocephala chrysanthemifolia  (Blume) DC.
- Dichrocephala hamiltonii  Hook.f.
- Dichrocephala integrifolia  (L.f.) Kuntze

### Specie della flora spontanea italiana
Nella flora spontanea italiana è presente la seguente specie:
- Dichrocephala integrifolia  (L.f.) Kuntze - Dicrocefala: l'altezza massima della pianta è di 2 - 4 dm; il ciclo biologico è annuo; la forma biologica è terofita scaposa (T scap); il tipo corologico è Tropicale (Africa - Asia); l'habitat tipico sono gli orti (infestante); in Italia è una specie rara naturalizzata nel Veneto fino ad una quota di 200 m s.l.m..